# Juan Antonio Samaranch
Don Juan Antonio Samaranch Torelló, I marchese Samaranch, Grande di Spagna (Barcellona, 17 luglio 1920 – Barcellona, 21 aprile 2010), è stato un dirigente sportivo e politico spagnolo.
Ha ricoperto la carica di Presidente del Comitato Olimpico Internazionale dal 1980 al 2001. Nel 1991 è stato insignito del titolo di Marchese di Samaranch.

## Biografia
Samaranch è cresciuto in una famiglia benestante; ha studiato alla IESE Business School di Barcellona. Sposato con Maria Teresa Salisachs Rowe (venuta a mancare nel 2000), era padre di due figli. Dopo aver praticato numerosi sport da giovane (calcio, boxe, pattinaggio a rotelle, vela, sci, golf, equitazione), ha intrapreso la carriera di giornalista: è stato anche inviato speciale alle Olimpiadi di Helsinki nel 1952.

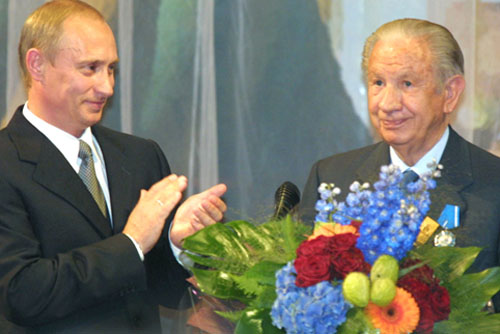
Samaranch con Vladimir Putin

Viene successivamente nominato presidente della Federazione Spagnola di Pattinaggio e nel 1956 è scelto come capodelegazione ai Giochi olimpici di Cortina (carica che ricoprirà anche a Roma nel 1960 e a Tokyo nel 1964). Tra il 1955 e 1962 ricopre l'incarico di consigliere allo sport per il Comune di Barcellona, e proprio nel 1955 svolge un ruolo fondamentale nell'organizzazione della seconda edizione dei Giochi del Mediterraneo, disputatisi proprio nella città catalana.
Nel 1966 viene eletto membro del CIO e nel 1967 riceve l'incarico di Delegato Nazionale per l'Educazione Fisica e lo Sport (cioè Ministro) da Francisco Franco, con il quale stringe un forte legame professionale e di amicizia. Resta in carica fino al 1971, poi tra il 1973 e il 1977 è Presidente del Consiglio Provinciale di Barcellona e nel 1977 viene inviato come ambasciatore in Unione Sovietica e Mongolia. Nel frattempo è stato già nominato Vicepresidente del Comitato Olimpico Internazionale, del quale diviene Presidente nel 1980.
Grazie al suo impegno a sostegno del movimento Olimpico il Re di Spagna Juan Carlos gli ha conferito il titolo di "Marchese di Samaranch" nel 1991. Oltre allo spagnolo e al catalano, parlava anche il francese, l'inglese, il russo, il tedesco e l'italiano. È scomparso il 21 aprile 2010 all'età di 89 anni a seguito di una insufficienza cardiaca.

## Presidente del CIO

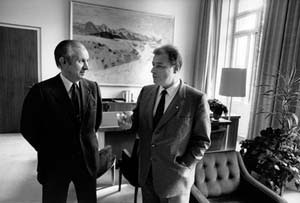
Samaranch e Jean-Pascal Delamuraz

Samaranch ha ricoperto la carica di Presidente del CIO dal 1980 al 2001, anno nel quale gli è succeduto il belga Jacques Rogge, per essere eletto Presidente Onorario a vita.
Viene eletto Presidente del CIO nel corso della 83ª sessione del Comitato Olimpico Internazionale tenutasi a Mosca tra il 15 luglio e 18 luglio del 1980, poco prima delle Olimpiadi. I candidati all'elezione erano cinque: Lance Cross, Marc Hodler, James Worrall, Willi Daume e Samaranch. Cross rinunciò poco prima del voto. Samaranch vinse alla prima votazione: ebbe 44 voti contro 21 (sui 77 totali) dello svizzero Marc Hodler, presidente della Federazione Internazionale Sci dal 1951.
Uno dei suoi più grandi meriti è stato quello di risanare il CIO dal punto di vista finanziario, salvandolo dalla crisi in cui versava dalla fine degli anni settanta. Così i Giochi olimpici sono cresciuti fino a diventare il più grande evento planetario grazie alla progressiva apertura agli sponsor e ai media. A questo proposito fu anche fondamentale la strategia di Samaranch di aprire le Olimpiadi agli sportivi professionisti.
Anche se i Giochi olimpici del 1976, del 1980 e del 1984 sono stati segnati da pesanti boicottaggi, il numero di atleti partecipanti e di nazioni aderenti al CIO è progressivamente aumentato durante la presidenza Samaranch.

## Critiche
Sono state molte le critiche mosse a Samaranch nel corso del suo mandato, a partire dall'eccessiva commercializzazione dei Giochi olimpici e all'apertura allo sport professionistico, fino ad arrivare alle polemiche sugli innumerevoli e immotivati privilegi di cui, da presidente del CIO, avrebbe goduto (Samaranch visse per 20 anni nella suite di uno dei migliori alberghi di Losanna).
Aspre polemiche sono sorte a causa del suo passato da gerarca della Falange spagnola e della sua stretta amicizia con Francisco Franco.
Ma il più grande scandalo da affrontare è stato quello riguardante l'assegnazione dei XIX Giochi olimpici invernali alla città di Salt Lake City. Tra il 1998 e il 1999 si scoprì infatti che alcuni membri del CIO avevano ricevuto in regalo tangenti e prestazioni sessuali da parte del comitato organizzatore di Salt Lake City. In seguito a ciò, il CIO espulse i propri membri corrotti. Samaranch reagì scusandosi di fronte al mondo ma anche riformando il sistema di scelta delle città: non più il CIO a decidere, ma una commissione elettiva, composta da otto membri CIO eletti dal congresso, tre atleti nominati dalla commissione atleti, un rappresentante delle federazioni invernali, un delegato dei comitati olimpici, il decano CIO e il presidente della commissione di valutazione.

## Successione
Samaranch ha rinunciato a un'ulteriore candidatura alla presidenza del CIO nel 2001; al suo posto è stato eletto Jacques Rogge. Samaranch è stato comunque eletto Presidente Onorario a vita del CIO.